# Werner Schaaphok
Werner Schaaphok, officieel Werner Glanz (Berlijn, 22 december 1941) is een Duits voormalig voetballer.
Schaaphok werd geboren tijdens de Tweede Wereldoorlog in Berlijn als zoon van twee Duitse ouders. Oorspronkelijk was zijn achternaam Glanz. Na de echtscheiding van zijn ouders hertrouwde zijn moeder met een Nederlander met de naam Schaaphok en verhuisde hij naar Amsterdam. Daar nam hij de achternaam Schaaphok aan maar bleef de Duitse nationaliteit behouden.

## Ajax
Schaaphok debuteerde in 1959 in eerste elftal van AFC Ajax. Hij zou 148 wedstrijden spelen bij Ajax. Hiermee is hij opgenomen in de club van honderd van de Amsterdamse club. Toen Schaaphok in het seizoen 1965/66 twee weken geschorst werd door de nieuwe trainer Rinus Michels raakte hij zijn basisplaats kwijt aan Frits Soetekouw. Onder trainer Rinus Michels draaide het elftal goed en Schaaphok speelde niet meer. De andere verdedigers van Ajax raakten niet geblesseerd en Schaaphok bleef reserve op de bank.

## Blauw Wit, AGOVV, Chicago Mustangs
Schaaphok vertrok op huurbasis naar Blauw-Wit waar zijn oude coach Keith Spurgeon trainer was. Later verhuisde hij met Spurgeon mee naar het Apeldoornse AGOVV. Bij de laatste club werd hij ten slotte weggekocht voor 22.500 dollar (toen 81.000 gulden) door het Amerikaanse Chicago Mustangs. Hij speelde er een jaar, tot zijn vrouw heimwee kreeg en terugkeerde naar Nederland. Schaaphok ging mee en probeerde aan de bak te komen bij DWS. De club kwam er echter niet uit met zijn oude club de Chicago Mustangs waar hij nog onder contract stond. Hij speelde op amateurniveau bij De Spartaan, maar werd vervolgens door de FIFA in 1969 twee jaar lang geschorst uit het voetbal wegens contractbreuk.

## Carrièrestatistieken
| Seizoen         | Club             | Land             | Competitie      | Competitie | Competitie | Beker | Beker | Internationaal | Internationaal | Overig | Overig | Totaal | Totaal |
| Seizoen         | Club             | Land             | Competitie      | Wed.       | Dlp.       | Wed.  | Dlp.  | Wed.           | Dlp.           | Wed.   | Dlp.   | Wed.   | Dlp.   |
| --------------- | ---------------- | ---------------- | --------------- | ---------- | ---------- | ----- | ----- | -------------- | -------------- | ------ | ------ | ------ | ------ |
| 1959/60         | Ajax             | Nederland        | Eredivisie      | –          | –          | –     | –     | 0              | 0              | 0      | 0      | –      | –      |
| 1960/61         | Ajax             | Nederland        | Eredivisie      | –          | –          | –     | 0     | 2              | 0              | 0      | 0      | –      | –      |
| 1961/62         | Ajax             | Nederland        | Eredivisie      | –          | –          | –     | 0     | 1              | 0              | 0      | 0      | –      | –      |
| 1962/63         | Ajax             | Nederland        | Eredivisie      | –          | –          | –     | 0     | 0              | 0              | 0      | 0      | –      | –      |
| 1963/64         | Ajax             | Nederland        | Eredivisie      | –          | –          | –     | 0     | 0              | 0              | 0      | 0      | –      | –      |
| 1964/65         | Ajax             | Nederland        | Eredivisie      | –          | –          | –     | 0     | 0              | 0              | 0      | 0      | –      | –      |
| 1965/66         | Blauw-Wit        | Nederland        | Eerste divisie  | –          | –          | –     | 0     | 0              | 0              | 0      | 0      | –      | –      |
| 1966/67         | AGOVV            | Nederland        | Tweede divisie  | –          | 3          | –     | –     | 0              | 0              | 0      | 0      | –      | 3      |
| 1968            | Chicago Mustangs | Verenigde Staten | NASL            | 29         | 2          | –     | –     | 0              | 0              | 0      | 0      | 29     | 2      |
| Carrière totaal | Carrière totaal  | Carrière totaal  | Carrière totaal | –          | –          | –     | 0     | 3              | 0              | 0      | 0      | –      | –      |

## Persoonlijk
Schaaphok werd genoemd voor het Nederlands elftal, maar kwam door zijn nationaliteit nooit in aanmerking. Vanwege de dreigende dienstplicht heeft hij zich niet laten naturaliseren tot Nederlander.
Naast het voetbal bleef hij zijn officiële naam Glanz voeren. Hij huwde in 1965 met Eefje Deegen met wie hij twee kinderen kreeg. Hij was enige tijd werkzaam in de lunchroom van zijn schoonvader.

## Erelijst
Ajax
| Internationaal             |    |         |
| International Football Cup | 1x | 1961/62 |
| Nationaal                  |    |         |
| Eredivisie                 | 1x | 1959/60 |
| KNVB beker                 | 1x | 1960/61 |